# Ronda de Toledo

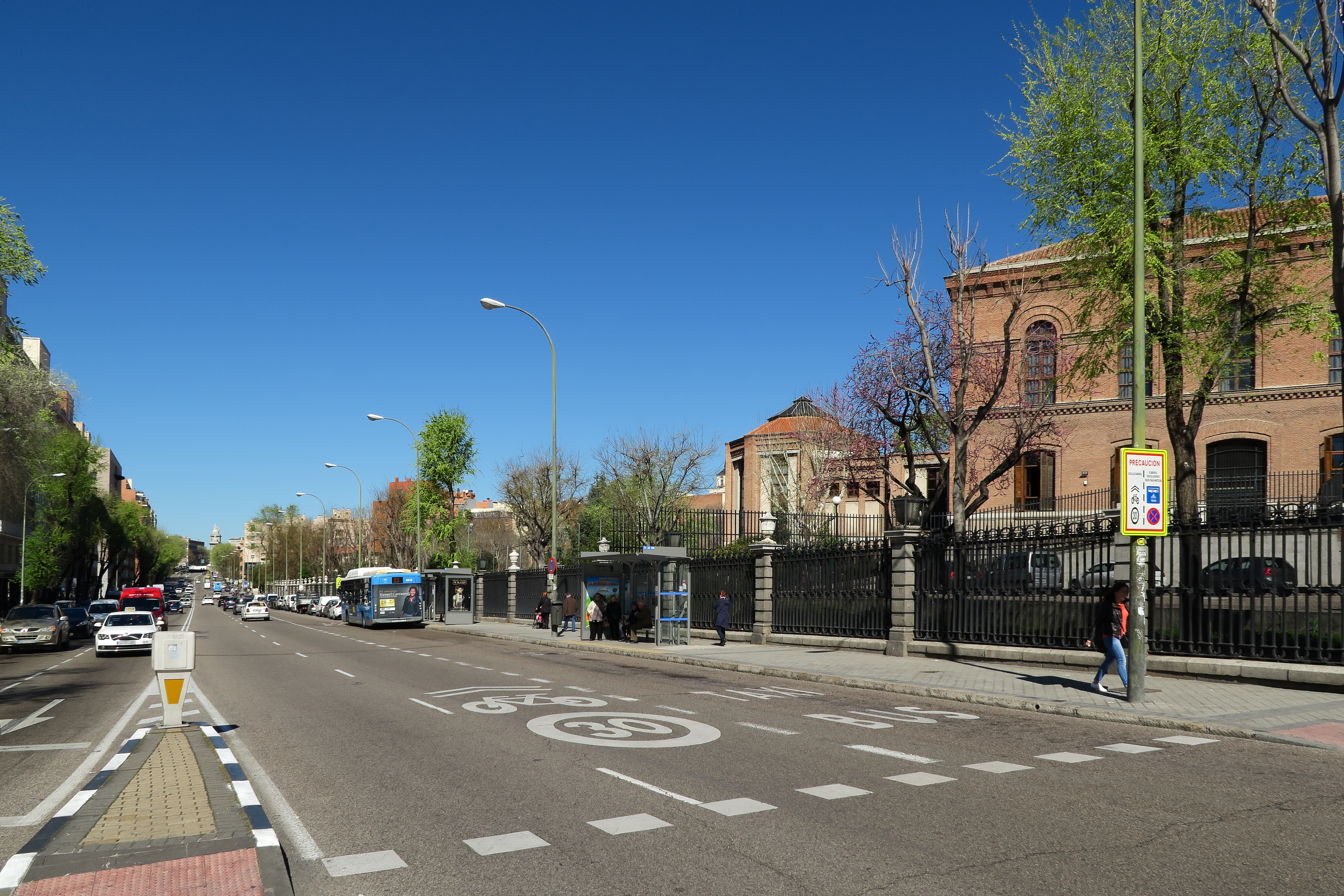
La verja del antiguo jardín del Casino de la Reina al final de la Ronda de Toledo, vista desde la Glorieta de Embajadores, (en 2016)

La Ronda de Toledo es una vía pública al sur de Madrid, en el límite de los barrios de Embajadores y Acacias entre la Puerta de Toledo y la Glorieta de Embajadores. Delimita la frontera meridional del mercado dominical del Rastro.

## Historia
Los cronistas Hilario Peñasco y Carlos Cambronero recogen el dato de que en esta vía de ronda ya existían construcciones aisladas desde 1688, pero el bulevar no se construyó hasta la primera mitad del siglo xix, dentro del proyecto del Ensanche de 1868 y el derribo de la vieja Cerca de Felipe IV, que en su zona sur discurría por el perímetro formado luego por las rondas de Atocha, Valencia, esta de Toledo y la Ronda de Segovia. El primer Portillo de Embajadores de 1782 se encontraba en la parte de la muralla correspondiente a la Ronda de Toledo hasta que se trasladó a la Glorieta de Embajadores con la construcción de la calle.
En el número 2 de esta Ronda se instaló en 1847 la fábrica de gas de Madrid, cuyo derribo al final de la década de 1960 dejó espacio a un parque, un edificio municipal del IMEFE (Instituto Municipal para el Empleo y Formación Empresarial) y nuevo trazado de calles para construcción de viviendas, conservándose como simbólico recuerdo una de las altas chimeneas del Gasómetro.
Pedro de Répide, cronista de Madrid, enumeraba (hacia 1920) a lo largo de esta Ronda las barriadas de la Arganzuela, Amazonas, Huerta del Bayo y Gasómetro, dependiendo administrativamente de los antiguos distritos de La Latina y de la Inclusa y a las parroquias de San Pedro el Real y del Corazón de María. También menciona la tapia del primitivo Matadero y describe la ceremonia de encierro de las reses y los episodios que provocaba, con furtivos lances de toreo de «mozos galloferos que se situaban desde media noche en los alrededores de la Puerta de Toledo, y a pesar del despejo que hacían algunas parejas de la Guardia civil de caballería...» Répide cierra su crónica del viejo Madrid de esta ronda segoviana con el recuerdo de la vieja Llorosa, el último ejemplo quizá de las barberías «cara al sol».
Antes de llegar a la glorieta de la Puerta de Toledo se conservan otros dos edificios de interés, el Mercado de Pescados, rehabilitado como centro comercial, y la unidad número 3 del parque de bomberos del distrito Centro, en el número 95.